# トローペ
トローペ（独：Trope）とは、「44のトローペ（またはトロープス）理論」とも呼ばれる、オーストリアの作曲家ヨーゼフ・マティアス・ハウアーが発展させた十二音技法の理論体系である。

## 概要
12音音列には数学的には479,001,600通りの可能性があるが、ハウアーはこれを44のトローペと呼ばれる種類に分類した。彼は、音列の12の音を前半と後半の6音ずつのグループに分け、1オクターヴの半分の音程である増4度音程がそれぞれに何個含まれているかによって、12音音列を大きく4種類に分けた。1オクターヴ中の12の半音の中には増4度音程は6個あるが、このうち、
- 前半6音中に3個、後半6音中に3個あるもの（3種類）
- 前半2個、後半2個（残り2個は前半と後半にまたがって存在する）（15種類）
- 前半1個、後半1個（前後半にまたがっているもの4個）（20種類）
- 前半0個、後半0個（6個すべてが前後半にまたがっている）（6種類）

こうして、3+15+20+6=44となり、トローペは全部で44となる。また、1つのトローペには10,886,400通りの音列の可能性が存在している。
ハウアーはトローペ理論を主題法や作品構造を構成する要素としても用いている。また、音列の派生形を生む手段として、反行形や逆行形、移高形だけでなく、音列の各音をローテーションさせるという方法を用いている。これは、音列の最初の音を12番目の音の後に回し、音列を2番目の音から始める、またはさらに2番目の音をその後ろに回し、音列を3番目の音から始める、といった手法で、これにより1つの音列から11通りのバリエーションが生まれる。また、前後半6音ずつのローテーションも行われ、（最初の音を6番目の音の後に、7番目の音を12番目の音の後にする、など）この方法からは5通りのバリエーションが生まれる。
なお、トローペの語源は、修辞法における隠喩を表す"Tropus"で、グレゴリオ聖歌の歌唱法におけるトロープスと語源的には同じである。柴田南雄はこの44のトローペをさらに要約し、すべての12音列を35のヘクサコルドに分解する作業を行っている。

## 記譜法
ハウアーはトローペ用の新たな記譜法も考案したが、実作では用いられることがなかった。